# Missaue
Die Missaue ist ein über zehn Kilometer langer Bach im ehemaligen Helmstedter Braunkohlerevier, der zwischen Offleben und Hötensleben mit dem Kupferbach die Schöninger Aue bildet und bereits für das Jahr 747 in den Fränkischen Reichsannalen als Missaha bezeugt ist.

## Geografie

### Verlauf
Die Missaue entspringt am nordöstlichen Elmrand bei Warberg und nimmt unterhalb des Ortes den nahezu parallel verlaufenden Warbergerbach auf. Sie umfließt Kißleberfeld und wendet sich nach Südosten, wo sie das Gelände des Kraftwerks Buschhaus durchfließt. Ab hier wird der Bach zwischen den Tagebauen bis zur Einmündung in die Schöninger Aue geführt.

### Wasserscheide
Die Missaue gehört zum Einzugsgebiet von Saale und Elbe, während der nur wenige hundert Meter nördlich und durch Warberg fließende Güldenspringbach (ein Zufluss zur Laagschunter) zum Gebiet der Weser gehört. In gleicher Weise verhält es sich auf der südwestlichen Seite des Elms, wo die Altenau zum Einzugsgebiet der Weser und der Bremensenbach zu dem der Elbe gehören. Die Elbe-Weser-Wasserscheide verläuft quer über den Elm.

## Gewässerqualität
Die Überwachung der Gewässergüte und die Gewässerentwicklung im Rahmen der Europäischen Wasserrahmenrichtlinie obliegt dem NLWKN, das gemeinsam mit dem Landesbetrieb für Hochwasserschutz und Wasserwirtschaft Sachsen-Anhalt die Flussgebietseinheit Elbe bewirtschaftet. Von beiden Ämtern werden regelmäßig Dokumente bezüglich der Gewässergüte und der Maßnahmenpläne veröffentlicht. Sie wird dem  Fließgewässertyp 18,  „lösslehmgeprägte Tieflandsbäche“ zugeordnet. Die Missaue hat durch den Bergbau nicht nur starke Strukturdefizite, sondern durch die dortigen Abwässer einen überhöhten Salzgehalt.

## Geschichte
In den Fränkischen Reichsannalen und anderen Quellen wird erwähnt, dass Pippin der Jüngere, der Vater von Karl dem Großen, im Zuge der Auseinandersetzungen mit seinem Halbbruder Grifo seine Truppen an der Missaue in Schöningen lagern ließ. Grifo sammelte seine Truppen derweil in Ohrum. Beide Orte waren durch eine Altstraße miteinander verbunden. Die Niederungen der Missaue (zusammen mit der heutigen Schöninger Aue) waren damals offenbar strategisch relevante Geländehindernisse zwischen dem Elm im Norden und dem Sumpf des Großen Bruchs im Süden. Bei Schöningen querte die Straße zwischen Magdeburg und Gandersheim die Missaue und eine Straße zwischen Harz und Lüneburg (etwa die heutige B 244) das Große Bruch. Auch der Standort der ebenfalls für die damalige Zeit erwähnten Hoohseoburg wird durch den Verlauf dieser Altstraßen und die Kreuzung der Missaue begünstigt worden sein.